# Impasse Basilide-Fossard
L'impasse Basilide-Fossard est une voie située dans le quartier Saint-Fargeau du 20e arrondissement de Paris.

## Situation et accès
L'impasse Basilide-Fossard est desservie à proximité par la ligne 3 bis aux stations Saint-Fargeau et Pelleport.

## Origine du nom
Cette voie est nommée d'après le nom du propriétaire des terrains sur lesquels elle a été ouverte.

## Historique
La voie, créée sous le nom provisoire de « voie BC/20 », prend sa dénomination actuelle par un décret préfectoral du 1er avril 1961 puis est classée dans la voirie parisienne par un arrêté municipal du 1er mars 1994.